# Pão de queijo

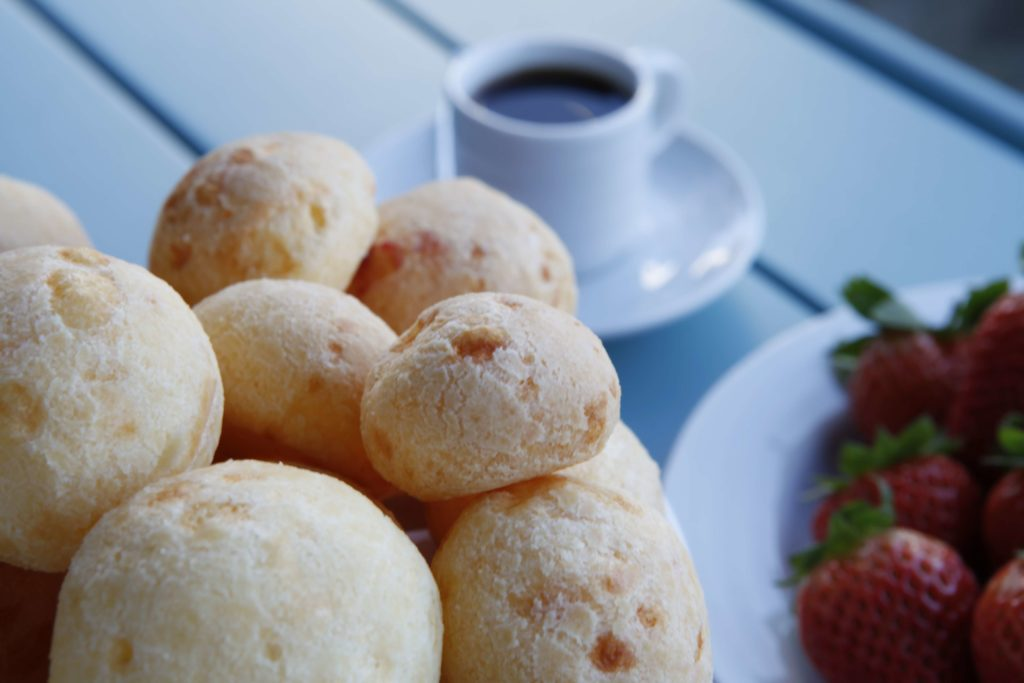
Pão de queijo

Pão de queijo (Port. IPA: [ˈpɐ̃w dʒi 'kejʒʊ], Käsebrot) hat seinen Ursprung im brasilianischen Bundesstaat Minas Gerais und Goiás. Die Herkunft des Rezeptes ist nicht eindeutig geklärt, es wird jedoch vermutet, dass es seit dem 18. Jahrhundert existiert.
Seine große Beliebtheit in Brasilien erlangte es jedoch ab dem Jahre 1950.
Bei Pão de queijo handelt es sich im Prinzip um eine Brandmasse aus Polvilho (Stärke, die als Nebenprodukt bei der Herstellung von Maniokmehl entsteht, siehe auch Tapioka).
Zur Zubereitung können die verschiedensten Zutaten sowie Käsesorten verwendet werden. Bei einigen Varianten verwendet man süße Maniokstärke, bei anderen saure und bei wieder anderen eine Mischung aus beiden.
Ein ähnliches Gebäck ist die Pogatsche, welche in Ungarn, dem Balkan und auch Österreich verbreitet ist.

## Verbreitung

### Brasilien
Pão de queijo ist in Brasilien in jeder Bäckerei zu finden. Da jeder Bäcker sein eigenes Rezept hat, ist das Resultat in jeder Bäckerei verschieden. Außerdem kann Pão de queijo gefroren oder als Backmischung gekauft werden. In dieser Form wird es zudem von Brasilien aus in die ganze Welt exportiert.

### Bolivien
Im Tiefland des östlichen Boliviens (vor allem Departamento Santa Cruz) ist das „Cuñapé“ verbreitet, das dem brasilianischen Pão de queijo entspricht.